# Мир драконов
«Мир драконов» (англ. Dragonworld) — фантастический кинофильм 1994 года. В 1995 году получил две премии «Молодой актёр» в категориях «Лучший молодой актёр в видеофильме» (Кортленд Мид) и «Лучший семейный фильм, снятый на видео».

## Сюжет
Молодой Джон Макгоуэн потерял родителей в дорожном происшествии и теперь едет в Великобританию, чтобы жить в дедушкином замке. Он умеет вызывать своего друга-дракона Йовлера. Они растут вместе. Однажды режиссёр-документалист Боб Армстронг и его дочь Бет натыкаются на Йовлера. Желая славы (и денег), Боб уговаривает Джона сдать Йовлера в аренду местному нечестному бизнесмену Лестеру Макинтайру. Джон согласился: частично из-за долгов по невыплаченным налогам, частично из-за растущего интереса к Бет. Йовлер несчастен в новом тематическом парке, построенном специально для него. И когда становится ясно, что Макинтайр обманул их с целью эксплуатировать дракона, Джон и его новые друзья принимают меры.

## В ролях
- Кортленд Мид — юный Джонни Макгоуэн
- Джанет Хэнфри — мисс Твиттингэм
- Стюарт Кэмпбелл — Портер
- Бриттни Пауэлл — Бетт Армстронг
- Эндрю Кейр — Ангус Макгоуэн